# Masatoshi Kushibiki
Masatoshi Kushibiki (櫛引政敏?, Kushibiki Masatoshi; Aomori, 29 gennaio 1993) è un calciatore giapponese, portiere del Reilac Shiga FC.

## Carriera

### Club

#### Shimizu S-Pulse e Kashima Antlers
Esordisce come professionista con lo Shimizu S-Pulse nella Coppa J. League il 20 marzo 2013 nel pareggio per 1-1 contro il Ventforet Kofu, in campionato dovrà ha giocato per la maggior parte delle partite come portiere titolare. Continuerà a indossare la maglia della squadra fino al 2015. Giocherà per due stagioni con il Kashima Antlers prendendo parte a sole tre partite, nell'edizione 2016 della Coppa del Giappone, tutte e tre concluse con una sconfitta.

#### Fagiano Okayama e Montedio Yamagata
Nel 2017 giocherà nella seconda divisione, la J2 League con il Fagiano Okayama, la sua prima partita sarà contro il Nagoya Grampus perdendo per 2-0. Nell'edizione 2017 della Coppa dell'Imperatore giocherà una partita contro il Football Club Imabari, la partita finirà a reti inviolate e il Fagiano Okayama vincerà per 5-3 ai rigori, Kushibiki parerà il tiro di So Kataoka. Il 3 maggio 2018 esordisce con il Montedio Yamagata nella sconfitta per 2-1 contro l'Avispa Fukuoka dividendo il suo ruolo di portiere difensore con Tsuyoshi Kodama.

### Nazionale
Nel 2012 giocherà come portiere titolare nella Nazionale Under-19 alla Coppa d'Asia Under-19 giocando in tutte le partite, nella fase a girone perde 2-0 contro l'Iran e vince per 1-0 ai danni del Kuwait, per poi pareggiare per 0-0 contro gli Emirati Arabi Uniti, purtroppo il Giappone perde alla fase a eliminazione diretta per 2-1 contro l'Iraq.
Sarà il portiere titolare con il Giappone Under-23 nella finale contro la Corea del Sud alla Coppa d'Asia Under-23 dove la squadra sarà inizialmente sotto di due reti, ma con una rimonta vince per 3-2.
Viene convocato per le Olimpiadi 2016 in Brasile. Giocherà solo la prima partita, persa per 5-4 contro la Nigeria, e nella restanti due partire contro la Colombia e la Svezia l'estremo difensore giapponese sarà Kōsuke Nakamura.

## Statistiche

### Cronologia presenze e reti in nazionale
| Cronologia completa delle presenze e delle reti in nazionale ― Giappone olimpica | Cronologia completa delle presenze e delle reti in nazionale ― Giappone olimpica | Cronologia completa delle presenze e delle reti in nazionale ― Giappone olimpica | Cronologia completa delle presenze e delle reti in nazionale ― Giappone olimpica | Cronologia completa delle presenze e delle reti in nazionale ― Giappone olimpica | Cronologia completa delle presenze e delle reti in nazionale ― Giappone olimpica | Cronologia completa delle presenze e delle reti in nazionale ― Giappone olimpica | Cronologia completa delle presenze e delle reti in nazionale ― Giappone olimpica |
| Data                                                                             | Città                                                                            | In casa                                                                          | Risultato                                                                        | Ospiti                                                                           | Competizione                                                                     | Reti                                                                             | Note                                                                             |
| -------------------------------------------------------------------------------- | -------------------------------------------------------------------------------- | -------------------------------------------------------------------------------- | -------------------------------------------------------------------------------- | -------------------------------------------------------------------------------- | -------------------------------------------------------------------------------- | -------------------------------------------------------------------------------- | -------------------------------------------------------------------------------- |
| 5-8-2016                                                                         | Manaus                                                                           | Nigeria olimpica                                                                 | 5 – 4                                                                            | Giappone olimpica                                                                | Olimpiadi 2016 - 1º turno                                                        | -5                                                                               |                                                                                  |
| Totale                                                                           |                                                                                  | Presenze                                                                         | 1                                                                                |                                                                                  | Reti                                                                             | -5                                                                               |                                                                                  |

## Palmarès

### Club
- Campionato giapponese: 1

Kashima Antlers: 2016
- Coppa dell'Imperatore: 1

Kashima Antlers: 2016

### Nazionale
- Coppa d'Asia Under-23: 1

2016